# Exponent (studio)
Exponent je název nahrávacího studia a vydavatelství, které se nachází v západoslovenském městě Hlohovec. Ve studiu natočila své desky řada známých slovenských interpretů, jako například kapely Desmod, Horkýže Slíže, Iné Kafe, Depresy, Gladiator, Zoči Voči a další. Nahrávali zde i čeští interpreti Hypnos, Krabathor. O zvuk se starají producenti a zvukaři Roman Slávik a Tomáš Kmeť.

## Interpreti a skupiny
- AC+[1]
- Alone[2]
- Anawi
- Arzén[3]
- Sestry Bacmaňákové
- Ján Bielik[4]
- Borra[5]
- Bugs
- Čatajan[6]
- Desmod
- Paľo Drapák[7]
- Exotik
- Exponent
- Peter Fahn[8]
- Vladimír Filip[9]
- Freďáci
- Hypnös
- Horkýže Slíže[10][11]
- Iné Kafe
- Petra Jurinová[12]
- Depresy
- Gladiator[13][14]
- Hanka Gregušová[15]
- Horská Chata[16]
- Matka Guráž[17]
- Jana Kocianová
- Krabathor
- Róbert Mikla
- Mince vo fontáne[18]
- Morhotronic
- Nekultúra[19][20]
- No Gravity[21]
- Plus Mínus
- Pyopoesy[22]
- Simsalala
- Slina
- U.K.N.D
- Volume[23]
- Zbojná
- Zoči Voči